# Oconomowoc Lake
Oconomowoc Lake est un village du comté de Waukesha, dans l'État du Wisconsin, aux États-Unis. En 2020, il comptait une population de 566 habitants.